# Mechterstädt
Mechterstädt is een ortsteil van de landgemeente Hörsel in de Duitse deelstaat Thüringen. Tot 1 december 2011 was Mechterstädt een zelfstandige gemeente. De oudste vermelding van het dorp dateert uit 775.